# Thomas Girtin
Thomas Girtin (18 de febrer, 1775 – 9 de novembre, 1802), va ser un pintor i gravador anglès, que va tenir un paper destacat en l'establiment de l'aquarel·la com una forma d'art valuosa. Va ser amic de joventut de Joseph Mallord William Turner, amb qui va acolorir làmines a l'aquarel·la. Part de la seva obra es pot admirar al Museu Britànic i al Victoria and Albert Museum de Londres. El juliol de 2002, la Tate Britain va organitzar l'exposició Thomas Girtin: The Art of Watercolour (Thomas Girtin, l'art de l'aquarel·la) amb l'objectiu de mostrar el seu domini de la tècnica.

## Biografia
Thomas Girtin va nàixer a Southwark, Londres, i era el fill d'un fabricant de pinzells benestant, d'ascendència hugonota. El seu pare morí quan Girtin era un infant, i la seva mare es casà amb un dibuixant d'estampats anomenat Vaughan. Girtin rebé lliçons de dibuix de la mà de Thomas Malton, i fou aprenent d'Edward Dayes (1763-1804), un aquarel·lista topogràfic. Sembla que Girtin completà els set anys d'aprenentatge preceptiu al costat de Dayes, però hi ha notícies no confirmades de xocs entre el mestre i l'aprenent, i fins i tot sembla que Dayes empresonà Girtin en tant que aquest era un aprenent rebel. Certament, Dayes no apreciava el talent del seu alumne, i després de la seva mort n'escriví comentaris poc amigables.
Girtin era amic de J. M. W. Turner, i quan els dos eren adolescents es dedicaven a acolorir gravats amb aquarel·les. Girtin va exposar a la Reial Acadèmia des de l'any 1974. Els seus esbossos i dibuixos de caràcter arquitectònic i topogràfic van proporcionar-li molt bona reputació, i el seu ús de l'aquarel·la en els paisatges l'acredita com el primer aquarel·lista romàntic. Girtin viatjà pel nord d'Anglaterra, el nord de Gal·les i l'oest del país en diverses ocasions, amb l'objectiu de dibuixar, i al voltant de 1799, disposava de la protecció de mecenes com Earl Sutherland o Sir George Beaumont. Girtin era el líder dels Brothers, una societat d'artistes i amateurs dedicats al dibuix.
L'any 1800 es casà amb Mary Ann Borett, una noia de 16 anys filla d'un orfebre benestant de la City, i la parella es va establir a Saint George's Row, al Hyde Park, i eren veïns del pintor Paul Sandby. L'any 1801, Girtin fou convidat a les cases de camp dels seus patrons, com Harewood House o el Mulgrave Castle, i va poder vendre una obra per 20 guinees, però la seva salut començava a deteriorar-se. Entre les darreries de l'any 1801 i principis de 1802 va emprendre un viatge de cinc mesos i mig a París, on va pintar aquarel·les i va fer una sèrie d'esbossos a llapis que va gravar un cop retornat a Londres. Els gravats es publicaren després de la seva mort, sota el títol de Twenty Views in Paris and its Environs. Durant la primavera i l'estiu de 1802, Girtin va elaborar l'Eidometropolis, un panorama de Londres de 18 peus d'alçada i 108 de circumferència, que es va exposar amb gran èxit aquell mateix any, destacant pel tractament naturalista de la llum i l'atmosfera urbana. el mes de novembre d'aquell any, Girtin morí al seu estudi, víctima del que es va considerar que era asma, o bé una ossificació del cor. De la seva mort, Turner va comentar que si Tom Girtin hagués viscut, jo hagués mort de gana.
Els seus primers paisatges són semblants a les vistes topogràfiques del segle xviii, però en anys posteriors va desenvolupar un estil romàntic més marcat i espaiós, que va tenir una gran influència en la pintura anglesa posterior. Els paisatges del nord el van animar a crear una nova paleta d'aquarel·la, amb marrons càlids, grisos pissarrosos, indi i violeta, i va abandonar el costum de contenir-se amb les ombres (aplicant aiguades de gris) per després aplicar taques amb pastel a favor d'aiguades de colors forts, i va experimentar amb l'ús de la tinta i el vernís per afegir tons més rics.